# Genaro Monreal
Genaro Monreal Lacosta, conocido como Maestro Monreal (Ricla, 1 de diciembre de 1894-Madrid, 30 de septiembre de 1974) fue un compositor español.

## Biografía
Nació en la localidad zaragozana de Ricla el 1 de diciembre de 1894. Fue el tercer hijo varón del veterinario Gregorio Monreal y Manuela Lacosta. El nombre de Genaro que le pusieron sus padres no fue elegido por casualidad, era en memoria de un tío suyo llamado Genaro Lacosta Lavilla que en el año 1.866 marchó en barco desde Barcelona a "hacer las Américas" y del que nunca más supieron. Desde pequeño empezó a tocar la flauta, y con siete años ingresó como ¡seise! del coro de la Basílica del Pilar. Estudió en el colegio internado de los Infantes del Pilar y a los quince años se trasladó a Madrid para continuar sus estudios de música en el conservatorio de aquella ciudad, donde estuvo hasta los veinte años, simultaneando los estudios musicales con el trabajo que como flautista ejercía en la orquestina de la Sala Madrid que más tarde se llamaría Teatro Arniches.
La ilusión de Genaro Monreal era componer y tocar en público por lo que se enroló en una orquesta. Más tarde aprendió a tocar el piano con el fin de escribir canciones, y así se inició primeramente orquestándole obras a compositores consagrados para más tarde dedicarse él mismo por entero a la composición.
Contrajo matrimonio con Inocencia Moreno Cánovas, fue bailaora profesional con el nombre artístico de Paquita Pagán. Falleció en Madrid el 30 de septiembre de 1974.
Han sido muchos sus éxitos, por ejemplo “Campanera”, que compuso junto a Naranjo y Murillo y que recreara en su voz, en primer lugar, Ana María Catalán López, a la cual podemos ver en una foto ensayando con el maestro Monreal. Esta canción fue también luego popularizada por Estrellita de Palma, Joselito y Diana Navarro. Otras composiciones son: “El capote de paseo”, “Tani”, “El lerele”, “Ni se compra ni se vende”, “El berebito”, “Las tardes del Ritz”, “El garrotín”, “Los aceituneros”, “Habanera del cariño”, que fue disco de oro en EE. UU., y un largo etcétera.